# Бранислав Бореновић
Бранислав Бореновић (Сански Мост, СФРЈ, 4. март 1974) је српски политичар из Босне и Херцеговине и бивши предсједник Партије демократског прогреса, политичке странке са сједиштем у Бањој Луци.

## Биографија
Основну школу и гимназију је завршио у Бањој Луци. Свега неколико мјесеци након завршетка школовања у бањалучкој Гимназији, са стеченим пунољетством, у јулу 1992. године постаје борац Војске Републике Српске. Током рата, у прекидима, уписује и студира на Економском факултету. Током студија, од 1996. до 1998, руководио је Савезом студената Економског факултета и увео га у Асоцијацију студената економских факултета Србије и Црне Горе као пуноправног члана. Дипломирао је 2000. године.
Од 1998. године прво радно искуство стиче у приватном трговачком предузећу, а 2002. године бива изабран за предсједника надзорног одбора новооснованог Фонда становања Републике Српске. Од 2004. године заснива радни однос у ФИПА — Агенцији за промоцију страних инвестиција БиХ, канцеларија Бања Лука.

## Политика
Један је од оснивача Партије демократског прогреса у септембру 1999. године и члан је Предсједништва Партије од оснивања до данас. Прошао је све партијске структуре, водио Савјет младих, био међународни секретар од 2007. до маја 2015, руководио највећим градским одбором Бања Лука. Свој парламентарни посао у Народној скупштини Републике Српске је започео руковођењем Клубом посланика ПДП-а. У фебруару 2006. именован је за министра без портфеља у Влади Републике Српске, а у априлу исте године и за министра новоформираног Министарства за породицу, омладину и спорт на чијем челу остаје до новембра 2006. године када је на општим изборима изабран за народног посланика у Народној скупштини Републике Српске гдје је и данас у свом трећем мандату. Од 2007. потпредсједник је ПДП-а. За предсједника Партије демократског прогреса изабран је 28. новембра 2015. године.
Са супругом Биљаном у браку је 21 годину из којег имају три сина, тринаестогодишњег Марка, деветогодишњег Николу и двогодишњег Стефана. Одлично говори енглески језик.